# 妙顕寺 (戸田市)
妙顕寺（みょうけんじ）は、埼玉県戸田市新曽（にいぞ）にある日蓮宗の寺院である。宗内での寺格こそ一般寺院であるものの、日蓮在世中に建立された当地の古刹である。日蓮宗総本山である身延山久遠寺（山梨県南巨摩郡身延町）の旧末寺にして、池上・芳師法縁に属する。
京都市や栃木県佐野市などにある同宗派の妙顕寺と区別するため、「新曽妙顕寺」と称されることがある。

## 歴史

### 縁起
文永8年（1271年）10月、武州新倉（現在の埼玉県和光市）一帯を領有していた隅田(墨田)五郎時光の妻が難産により生命も危ぶまれていたある夜、時光が日々信仰していた仏が夢枕に立ち、近々新倉付近を通るであろう高徳の僧にすがるべき旨のお告げがもたらされた。時光らが待ち構えているところに通りかかったのが日蓮である。日蓮は前月に龍口（神奈川県藤沢市）において斬首を辛うじて免れたが（龍ノ口法難）、佐渡への配流が決定し、鎌倉街道を護送される途上であった。
時光は早速、日蓮を館に招いて安産祈願を請うたが、流人の身分であるが故に許されなかったため、その場で清水を汲んで墨を擦り、柳の小枝を噛み砕いて筆として、懐紙に安産の護符を書いて時光に授与した。
時光が護符を館に持ち帰ると、妻はそれまでの苦痛が消え、無事に男子（徳丸）を出産した。これにより、時光は日蓮に帰依することとなる。流罪を解かれた日蓮は鎌倉を経て身延山に隠棲するが、弘安2年（1279年）10月に時光・徳丸父子は身延山に日蓮を訪ね、出家して直弟子となり、それぞれ日徳・日堅の法号を授与された。翌年に父子は領地新倉に戻り、後に自邸を改め一寺を建立した。これが長誓山妙顕寺であり、山号・寺号共に日蓮によるものとされる。開山は、後に六老僧の一人に指名されることになる佐渡阿闍梨日向（民部阿闍梨・安立院とも称される）であり、日徳・日堅がそれぞれ第二世・第三世の住職を務めた。
後に妙顕寺は戦火により焼失し、至徳元年（1384年）に現在の新曽の地に移転して再建された。そして、妙顕寺が元々存在した跡地には、現在、旧末寺の長光山妙典寺が存在し、妙顕寺とほぼ同様の縁起を伝えている。なお、妙顕寺・妙典寺と並び、廃寺となったがかつて下新倉には長妙山妙蓮寺があり、これら三寺院の寺号・山号に因んで「三妙三長の道場」と称された時期もあったといわれている。

### 縁起の考察
比叡山等での12年間にわたる修行を了えて故郷の清澄寺（千葉県鴨川市）に帰参した日蓮は、法華経を最高の法として説くとともに、同地でも隆盛を極めていた念仏（殊に、法然による専修念仏）を批判した。法華経自体は天台宗の根本経典であり、清澄寺の僧侶には天台大師智顗や伝教大師最澄以来の天台宗の伝統に沿う日蓮の主張に共鳴する者も少なからずあったが、純粋に教義上の問題ばかりではなく、清澄寺内部の主導権争いに発展するとともに、同地域の荘園の支配権を巡る地頭東条景信との緊張状態など複雑な政治的要素もあいまって、日蓮は清澄寺から退出することを余儀なくされた。
その後、鎌倉に赴くまでの間に参籠した笠森寺（笠森観音）（千葉県長生郡長南町）において、観音菩薩のお告げを受けて迎えにやって来た隅田五郎時光（高橋五郎時光ともされる）と初めて対面して信者とし、そのことが後に常楽山妙光寺（現在の常在山藻原寺）・庭谷山妙福寺（現在の庭谷山妙源寺=藻原寺旧末）（いずれも千葉県茂原市）の創建に繋がったとの伝承も、妙顕寺の縁起とは全く別の所で伝わっている。
この茂原地域の伝承にせよ、妙顕寺の縁起にせよ、神社仏閣の縁起は多分にして創作・脚色が散見されるため、それらをそのまま歴史上の事実として受け止めることは難しいが、しかし、そのような伝承や縁起を成立ならしめた何らかの素地があったことまでは否定できない。いずれにせよ、当時、一定の勢力を有する武士が日蓮やその一門の後援者となって当地での教線拡大に一役買ったという事実があり、それが子安伝承として脚色を加えて語り継がれたものと解することができる。第一には、妙顕寺と藻原寺とで縁起のストーリーや登場人物に一部重複や類似する点が看取できるのは、両寺が共に身延山久遠寺第二世日向を祖とする身延門流（日向門流）の流れを汲むこと、第二として、当地における地理的視野を広げてみた場合、現在の東京都練馬区東大泉を水源にして、和光市南部を経て板橋区三園で新河岸川に合流する白子川の流域に日蓮宗寺院が点在しているなどの地政的要素に注目する必要もあろう。
なお、東京都板橋区には徳丸という地名があり、これは、時光の嫡男徳丸（後の妙顕寺第三世日堅）の領地とされた地域であることに因んだものとされる。また、そこから至近の大門地区には妙典寺の檀家である須田家が存在しており、時光の末裔と伝えられている。ただ、「沙弥日徳」なる人物が日蓮から曼荼羅を授与されたのは事実であるが、隅田時光なる人物が実在したのか、時光と日徳とが同一人物であるか否かについては、確たる史料に裏付けられたものではなく、伝説・伝承の域を脱するものではない。

### 江戸期の妙顕寺
初代将軍徳川家康の側室で熱心な法華信者であったお万の方（養珠院）と妙顕寺とは縁が深く、彼女の子を藩祖とする紀伊徳川家や水戸徳川家の関係者からしばしば寄進を受けた形跡を確認することができる。御朱印は18石を下付されていた。
妙顕寺は『江戸名所図会』で名所として紹介されたばかりか、浅草や深川など江戸市中において釈迦像や祖師像などの寺宝を度々出開帳に出したこともあって多くの参詣者を集め、上述した縁起とあいまって、「子安霊場」として広く江戸市民に認識されることとなった。御三卿清水徳川家家臣の村尾正靖（嘉陵）は、孫娘が無事に生まれた際に参詣（御礼参り）したときのことを記した「新曽妙顕寺詣の記」と題する紀行文を遺しており、それは後に、村尾が遺した他の紀行文とともに『江戸近郊道しるべ（嘉陵紀行）』に集成されている。

## 伽藍
- 総門　木造、一間一戸薬医門、切妻造
- 山門　木造、三間一戸八脚楼門、入母屋造
- 鐘楼　木造、方一間、切妻造
- 本堂　鉄筋コンクリート造
- 客殿
- 宝蔵
- 庫裏

以前は境内西側に釈迦を祀った子安堂が存在したが、老朽化等のため、本堂新築時に統合された。なお、子安堂に元々掲げられていた扁額は、現在、本堂入口上部に掲げられている。

## 寺宝 ・文化財
- 子安曼荼羅本尊
  - 縦92.7×横49.1。隅田父子が身延山で出家した際に、日徳（時光）が日蓮より授与されたとされる御本尊。埼玉県指定有形文化財。

- 建治大本尊
  - 縦129.7×横56.1。「建治元年十月」の銘がある。

- 日向記（御講聞書）
  - 日蓮が説く法華経の要点を弟子日向が筆録したとされるもの。子安本尊など日蓮の墨跡と一括して埼玉県指定有形文化財。

- 木造釈迦如来立像
  - 慶派の作と伝わる。

- 木造日蓮上人坐像
  - 本堂正面の宮殿内に安置されており、巨像である。度々、江戸市中にて出開帳した記録が残されている。

- 木造鬼子母神立像
  - 子どもを抱き宝冠を付けた姿は一見すると天女形であるが、形相が天女形から鬼形に変容する過程にあるものと思われる。

- 木造赤子大明神立像
  - 元々妙顕寺の裏手に祀られていたが、明治初年の神仏分離令に先立って本堂に遷座されたとされる。

- 木造仁王尊立像
  - 山門に安置されている。

- 銅造妙見菩薩坐像
  - 背面に刻まれた銘から、元禄10年12月15日に紀伊徳川家家老の水野重孟により寄進されたことが確認できる。

- 木造毘沙門天立像

- 木造舎利塔及び四天王立像

- 妙顕寺縁起絵馬
  - 上記縁起の各場面を一枚の絵馬に描いている。

- 日蓮上人法論絵馬
  - 真言僧善智法印が念力により宙に浮かせた岩を、日蓮が法華経の法力により下ろせなくした法論伝承の場面を描いている。

- 子供遊び絵馬
  - 縁起に因み、子供の健やかな成長を願って、子供達が色々な遊びに興じている様子を描いている。

- 三十六歌仙絵額
  - 水野重孟により寄進され、戸田市内最古の絵馬とされる。戸田市指定有形文化財（戸田市立郷土博物館所蔵）。

- 慶長の板碑
  - 戸田市内最新とされる板碑である。戸田市指定有形文化財。

そのほか多数の寺宝・文化財を有する。
平成27年夏には、客殿南側に宝蔵が落成した。以後は定期的に展示替えを行いつつ、所蔵する寺宝・文化財を順次公開する予定である。殊に、同寺において重要視されている「日蓮上人真筆本尊」並びに「日向記」（いずれも上記参照）に関しては、開山を記念する9月3日に限り公開される。

## 行事
- 1月1日 - 初開帳法要
- 4月8日 - 釈尊降誕会（花祭り）
- 8月16日 - 施餓鬼会
- 10月10日 - 宗祖御会式（近年は、法要前にコンサートが開催されている。入場自由）
- 冬至 - 星祭
- 12月31日 - 除夜祭

## 旧末寺
日蓮宗は昭和16年に本末を解体したため、現在では、旧本山、旧末寺と呼びならわしている。
- 遠光山妙仙寺（川口市川口）
- 長久山宝蔵寺（蕨市錦町）
- 福本山本法院（蕨市錦町）
- 長光山妙典寺（和光市下新倉）
- 長寿山賢勝院（熊谷市桜木町）
- 栄照山龍谷寺（台東区谷中）